# Montrose (Angus)
Montrose é uma cidade costeira da Escócia e um antigo burgo real em Angus. Está situada a 61 quilômetros ao nordeste de Dundee, entre as desembocaduras do rio Esk do Norte e do Sul. 
Com uma população de aproximadamente doze mil pessoas, a cidade funciona como um porto, mas o maior empregador é a GlaxoSmithKline, recentemente salva da falência.
A cidade tem uma rica arquitetura e é um centro de comércio internacional. O porto é um importante ponto comercial para a indústria de óleo e gás.